# Pitangueiras (ort)
Pitangueiras är en ort i Brasilien.   Den ligger i kommunen Pitangueiras och delstaten São Paulo, i den sydöstra delen av landet, 600 km söder om huvudstaden Brasília. Pitangueiras ligger 509 meter över havet och antalet invånare är 28 540.
Terrängen runt Pitangueiras är platt. Närmaste större samhälle är Pontal, 19,2 km öster om Pitangueiras. 
Trakten runt Pitangueiras består till största delen av jordbruksmark. Runt Pitangueiras är det ganska tätbefolkat, med 96 invånare per kvadratkilometer.